# Patrimoine culturel de la Macédoine du Nord

Logo du Conseil national de la Protection du Patrimoine

Le Patrimoine culturel de la Macédoine du Nord (en macédonien Културното наследство на Република Македонија) est constitué par l'ensemble des sites, documents et traditions de la Macédoine du Nord qui sont protégés par la loi sur la protection du patrimoine. Il est géré, protégé et mis en valeur par le Conseil national de la Protection du Patrimoine (Управа за заштита на културното наследство), un organe du Ministère de la Culture.

## Loi
La loi actuelle a été adoptée en 2004. Elle accorde une attention particulière aux destructions de monuments causés par des catastrophes naturelles, les séismes étant par exemple fréquents dans le pays. La loi encourage également la coopération internationale, la protection des paysages culturels, la mise en place de « zones tampons » autour des monuments ainsi que leur animation, afin qu'ils continuent de vivre activement. La loi protège aussi le patrimoine immatériel, c'est-à-dire le folklore, les langues, les toponymes...
La loi sur la protection du patrimoine permet la possession privée des monuments protégés, mais oblige leurs propriétaires à les maintenir en bon état et à permettre des recherches scientifiques et culturelles, et parfois à permettre aussi un accès au public. Le Ministère de la Culture peut dans certains cas donner des fonds pour l'entretien des monuments privés. 
La loi a été amendée en 2007 afin de l'aligner sur la législation de l'Union européenne. Les points qui ont été accentués sont la restitution des biens culturels, les autorisations de mener des fouilles et les mesures de contrôle.

## Conseil national
Le Conseil national de la Protection du Patrimoine a été établi en 2004, peu après la promulgation de la loi. Il remplace l'ancien Institut pour la Protection des Monuments culturels. C'est une organisation gouvernementale indépendante qui fait partie du Ministère de la Culture. Le conseil compte trois départements, le premier est dédié à l'identification, la protection et l'usage du patrimoine, le deuxième à la prévention et à la supervision, et le dernier à la documentation, la coopération internationale et l'administration. Les activités du conseil sont divisées entre patrimoine immobile (monuments, sites archéologiques) et mobile (musées, archives, films...). Le pays compte six centres de conservation locaux qui se consacrent au patrimoine immobile, situés à Skopje, Ohrid, Bitola, Prilep, Chtip et Stroumitsa. Le patrimoine mobile est pris en charge par les musées locaux.

## Budget
Le budget alloué à la conservation du patrimoine macédonien est très bas, il s'élève par exemple à 774 000 euros en 2011. C'est une somme dérisoire car presque 70 % du patrimoine national est en danger et soumis à diverses menaces, comme les fouilles illégales et le trafic d'œuvres d'art. L'État macédonien insiste surtout sur l'archéologie, dont le budget a triplé en 2006 et 2009, et a notamment reçu des fonds de la Banque mondiale, du gouvernement italien et de l'Unesco.

## Classification
Les monuments ou objets sont classés en différentes catégories selon leur importance historique, artistique ou culturelle.
- Patrimoine d'importance spéciale
  - Patrimoine d'importance nationale expectionnelle
  - Patrimoine de grande importance
- Patrimoine remarquable

## Inventaire
En 2008, il y avait 12 556 sites protégés en République de Macédoine.
- Sites archéologiques : 5 160
- Monuments commémoratifs : 4 681
- Architecture urbaine, rurale et commerciale : 1 286
- Complexes ou segments urbains ou ruraux : 29
- Églises et monastères : 1 156
- Forteresses, tours et ponts médiévaux : 61
- Mosquées : 112
- Autres monuments du XVe siècle au XIXe siècle : 71

## Exemples de sites classés

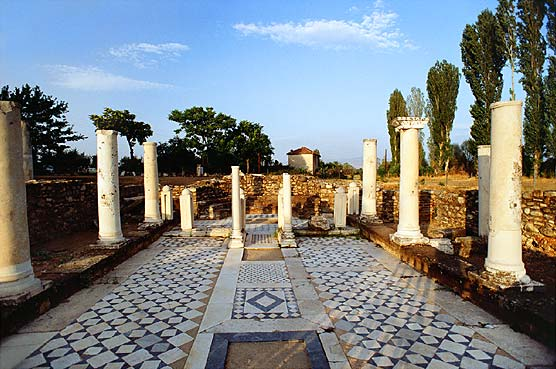
Heraclea Lyncestis
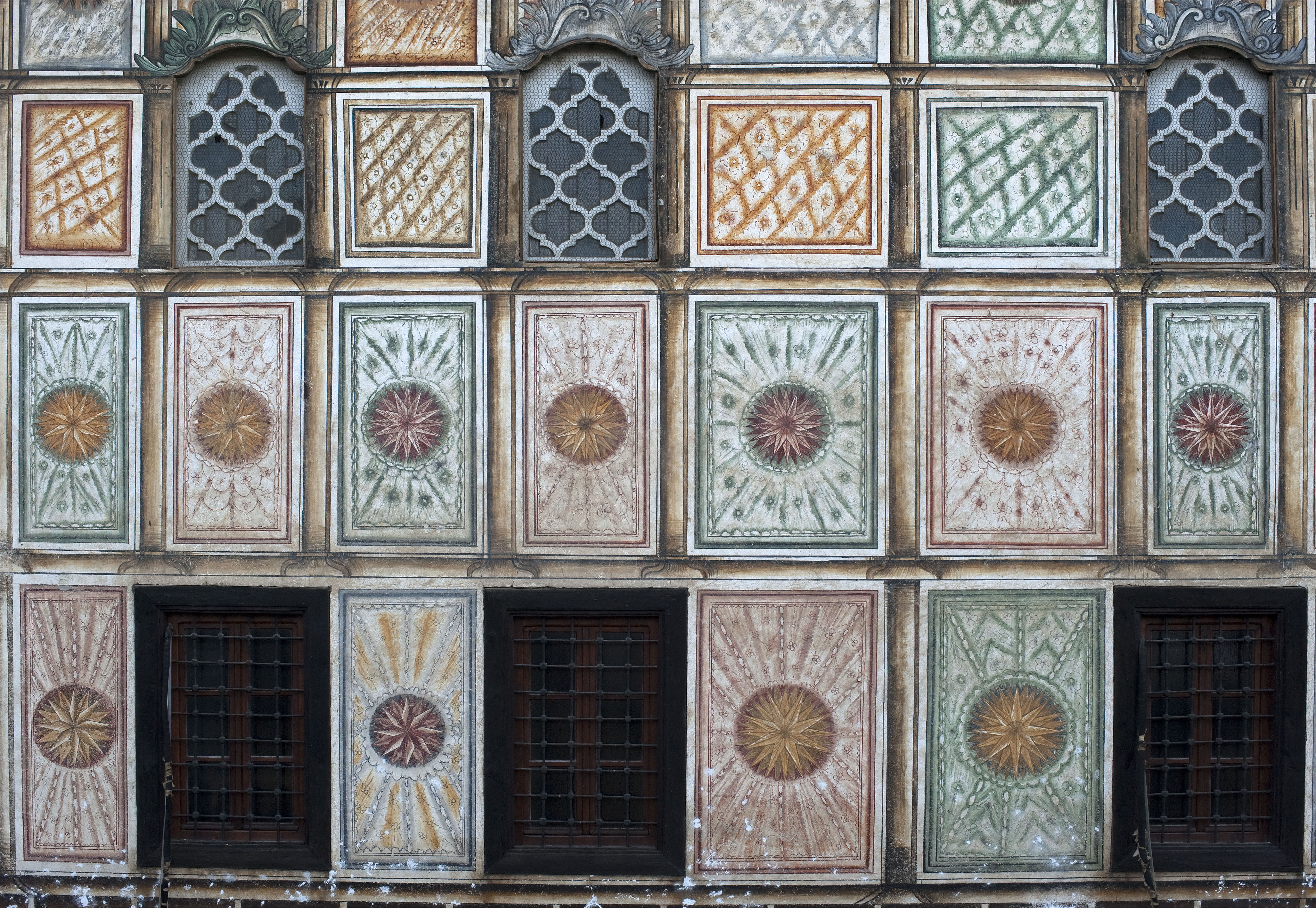
Mosquée peinte de Tetovo
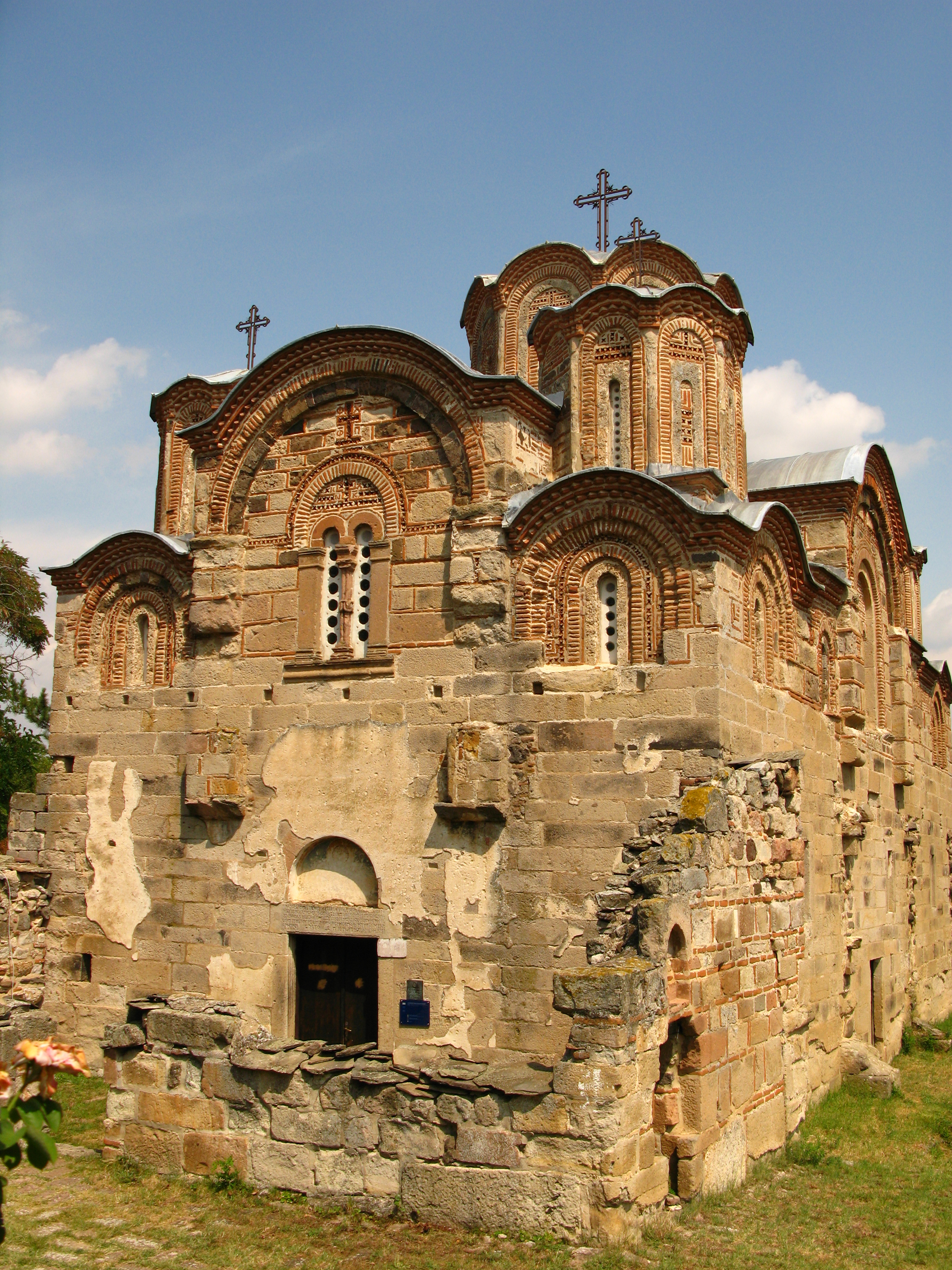
Église Saint-Georges de Staro Nagoritchané
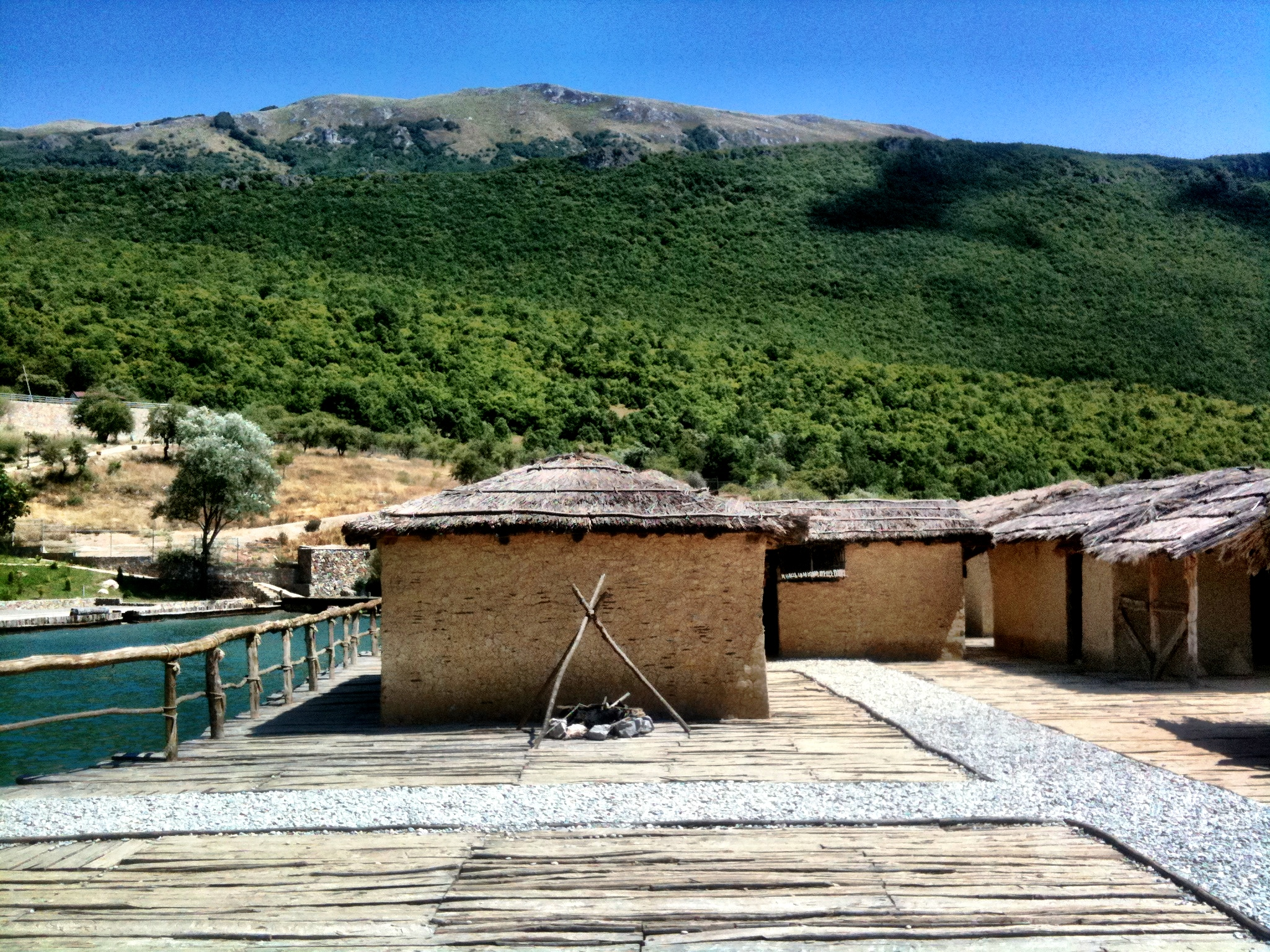
Trpeytsa
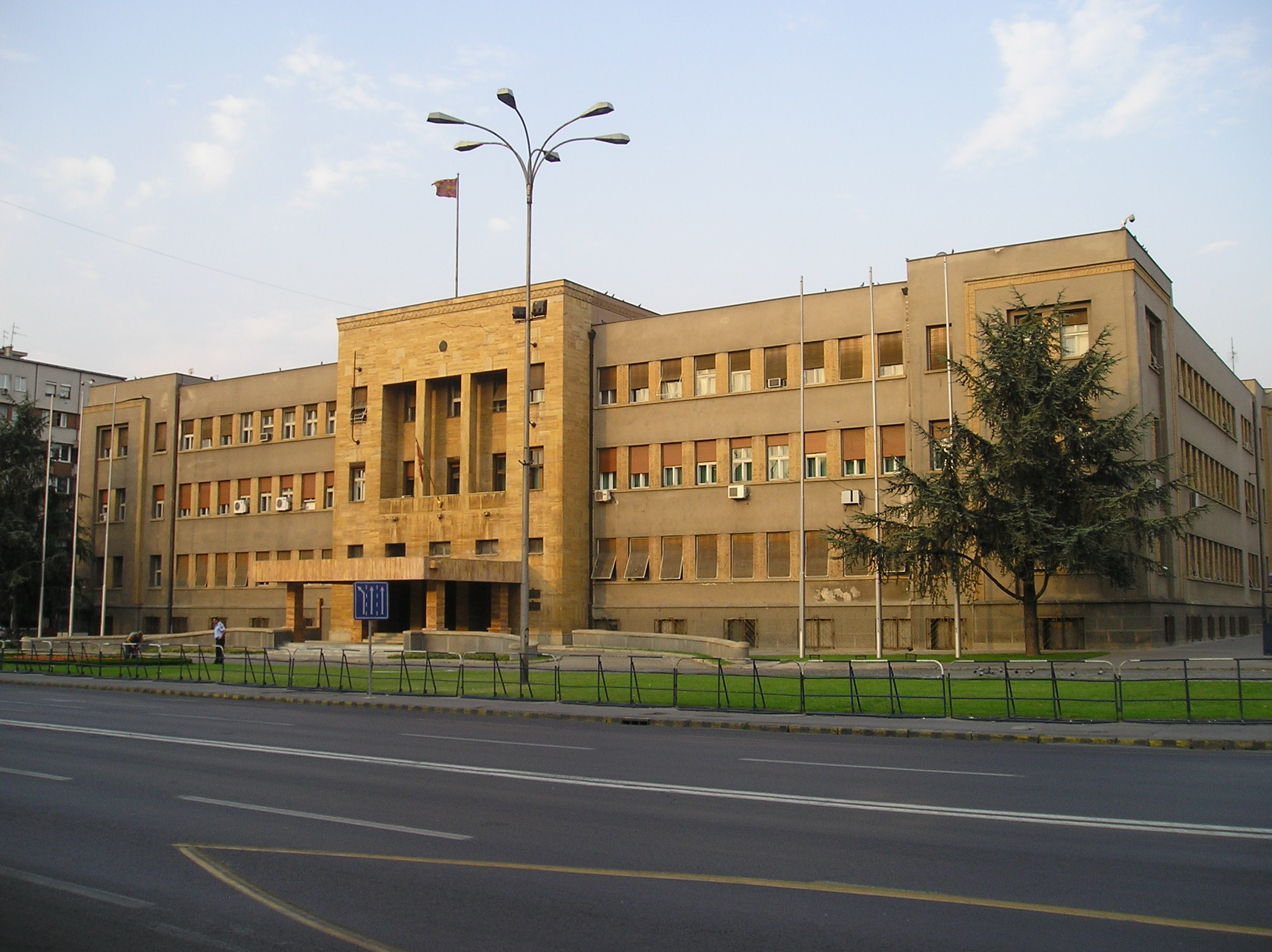
Palais de l'Assemblée
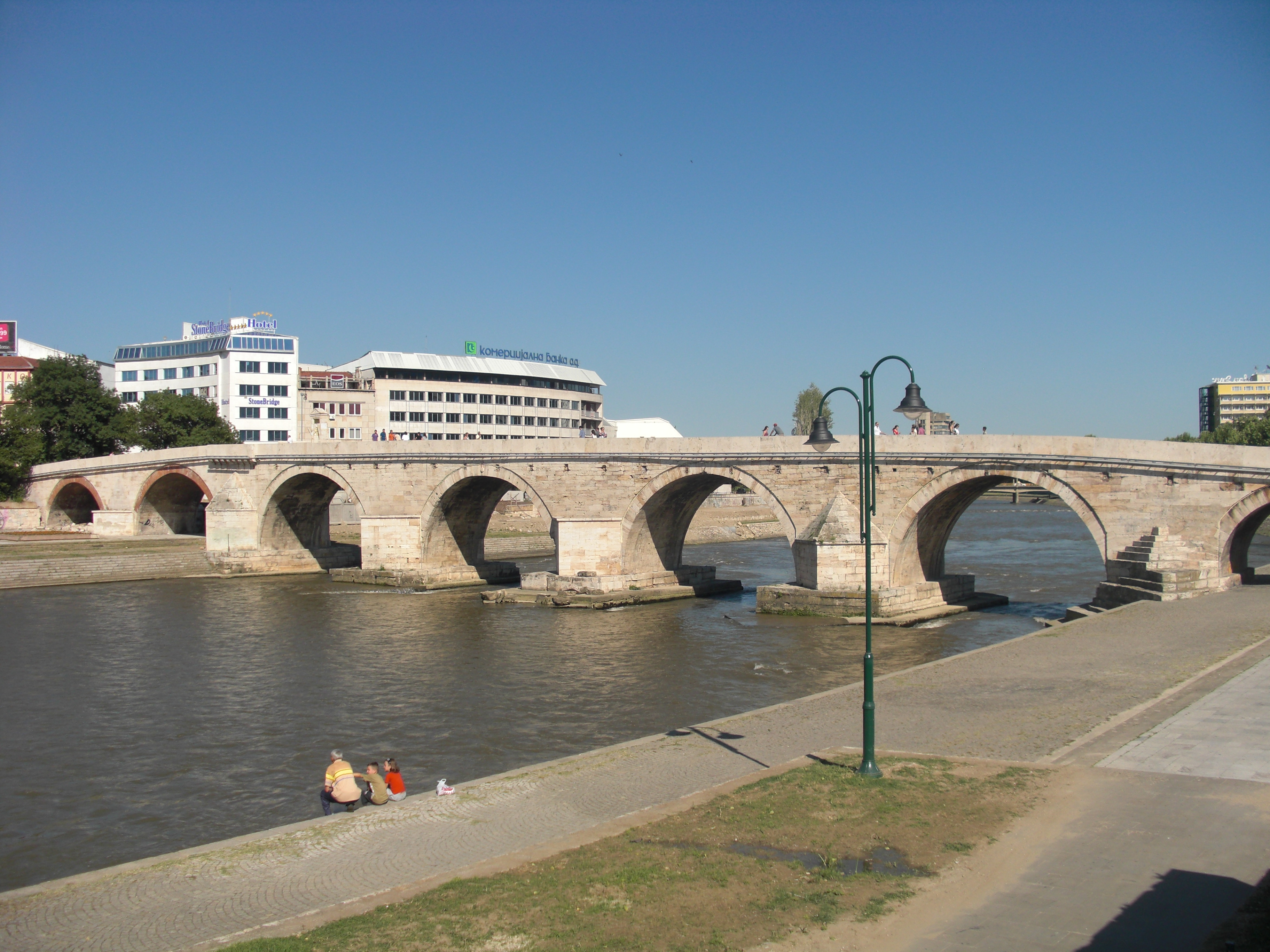
Pont de pierre de Skopje
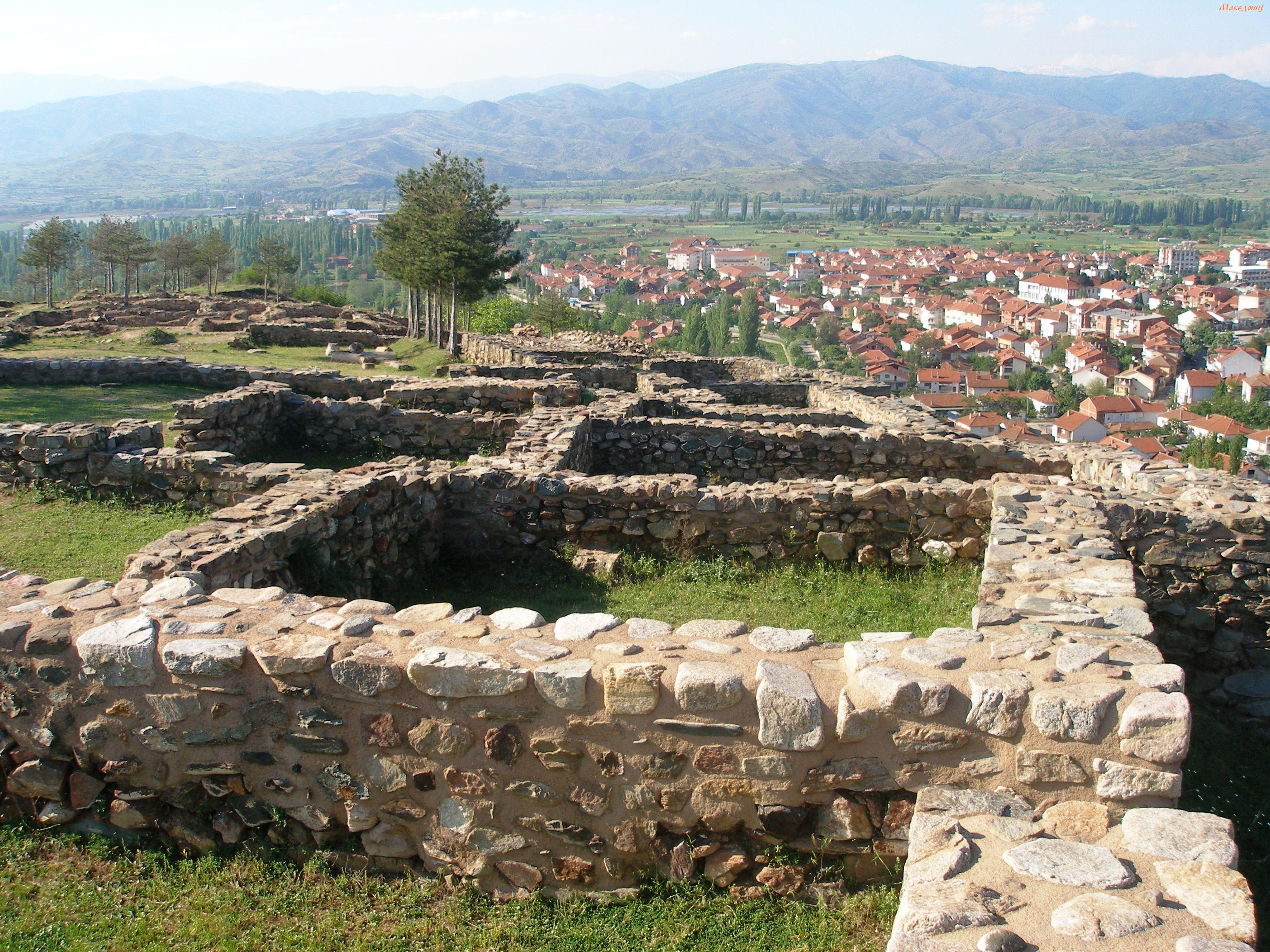
Forteresse de Vinitsa
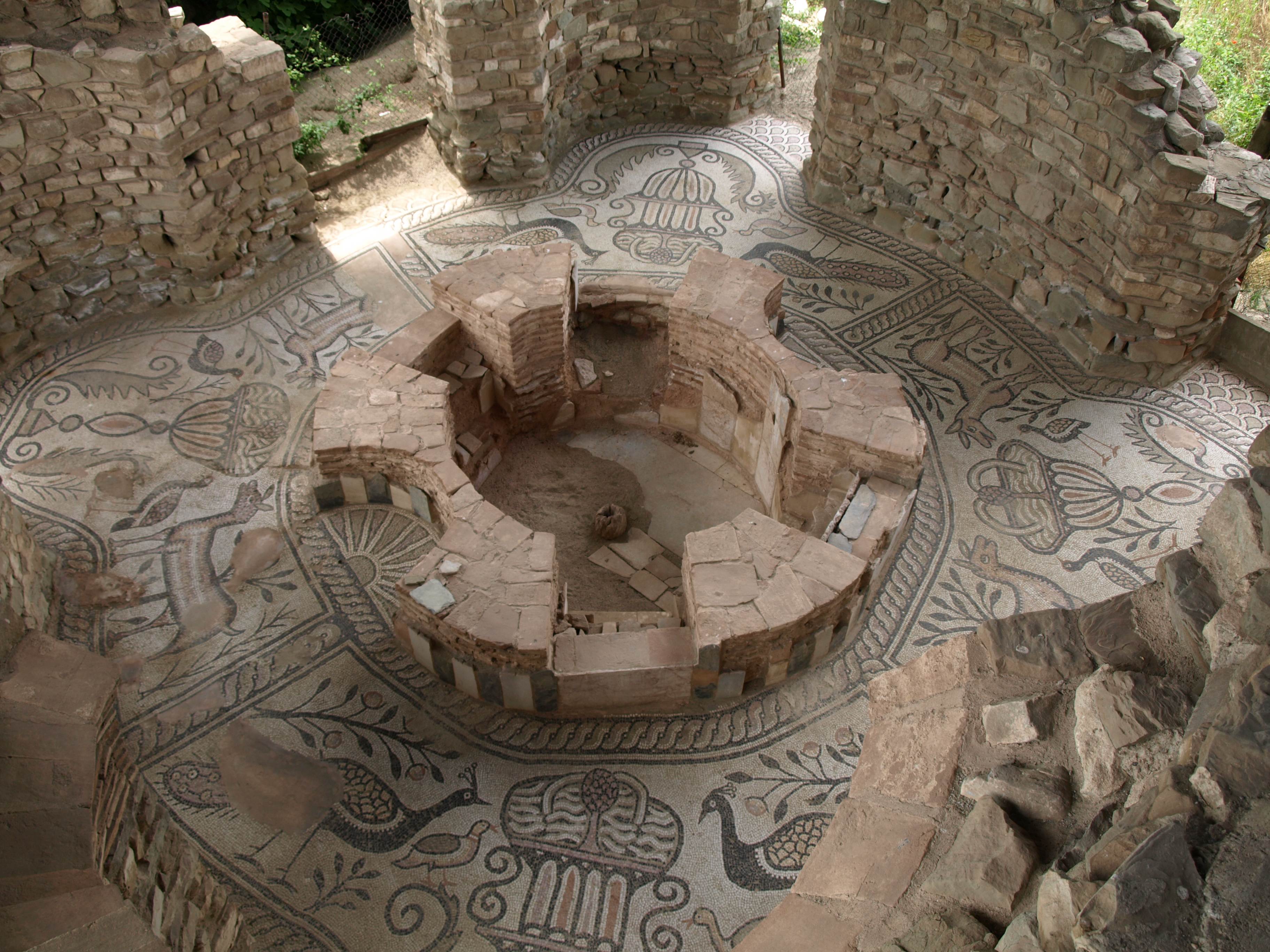
Stobi
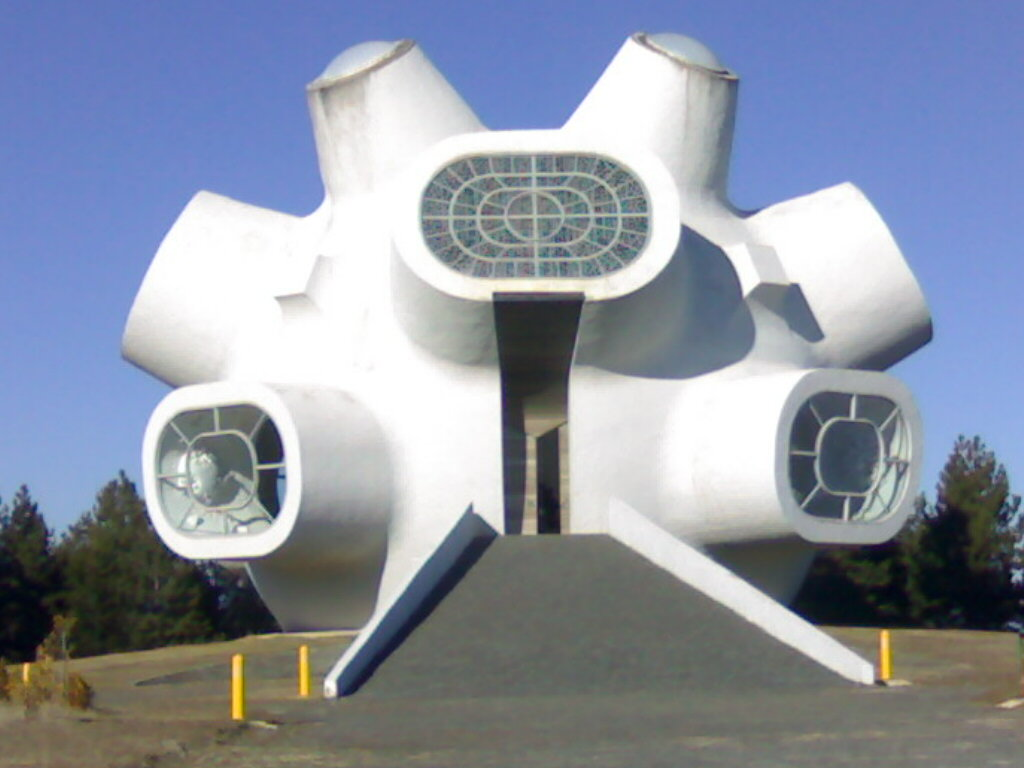
Monument à l'insurrection d'Ilinden
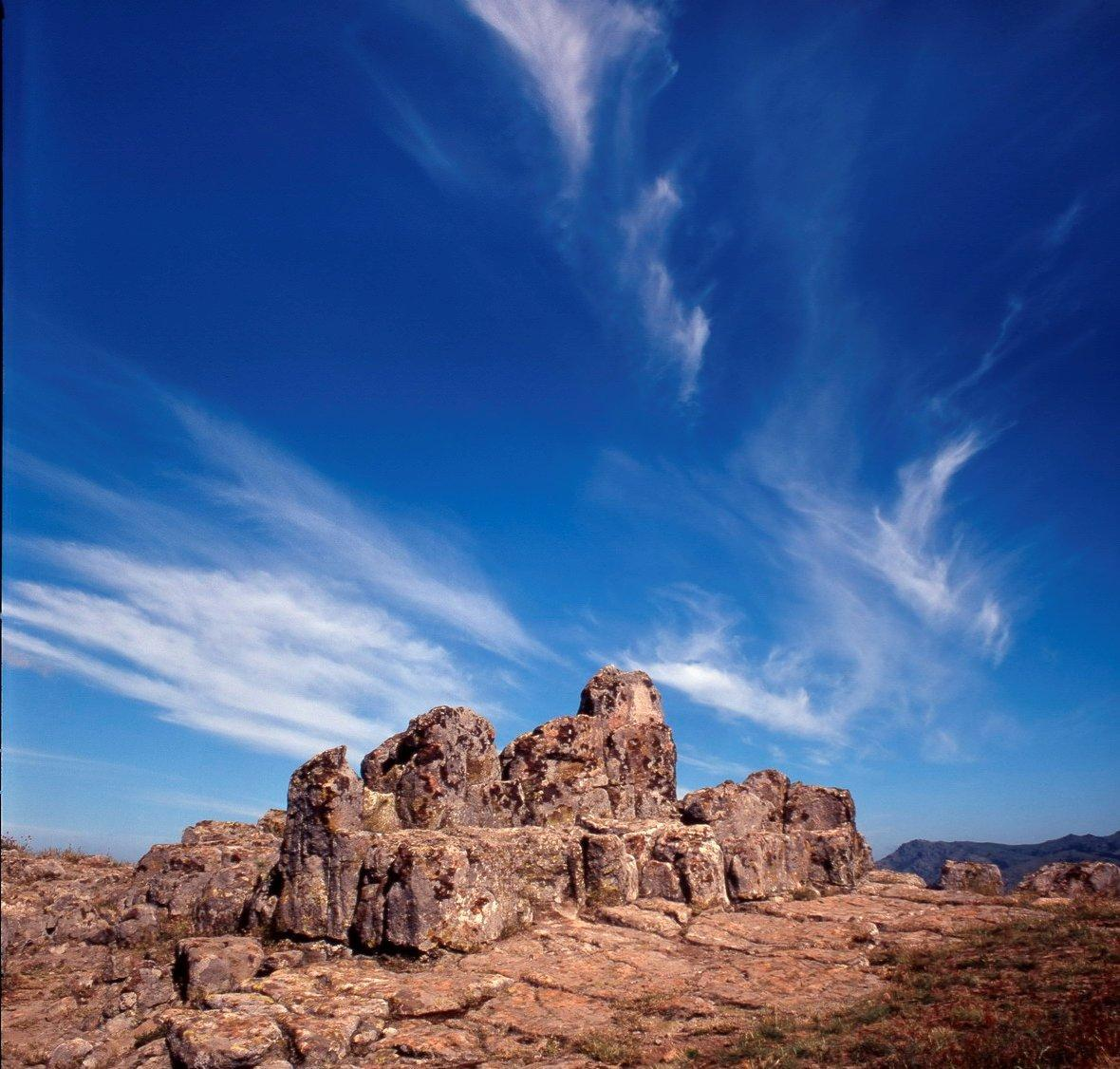
Observatoire de Kokino
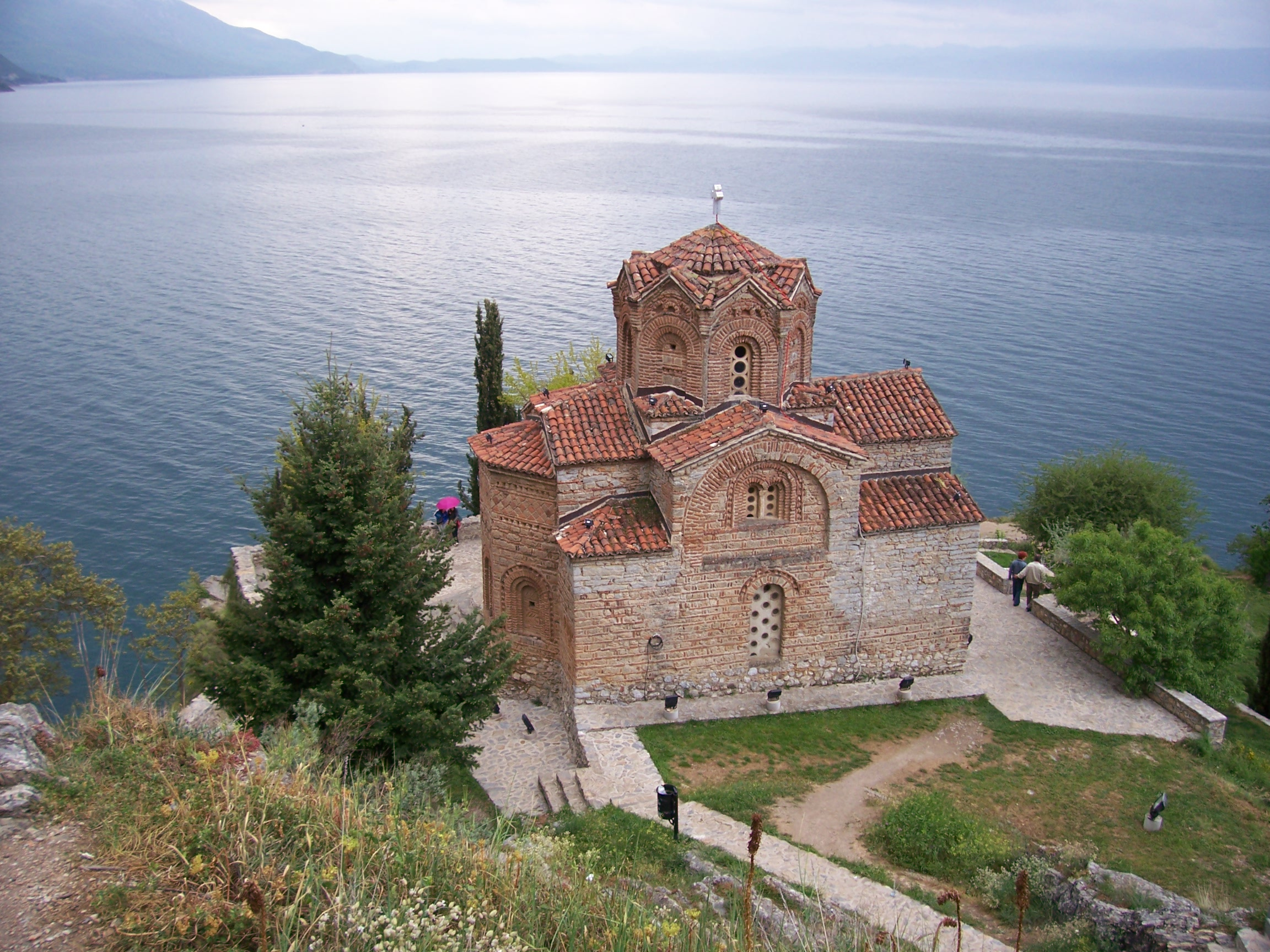
Église Saint-Jean de Kaneo
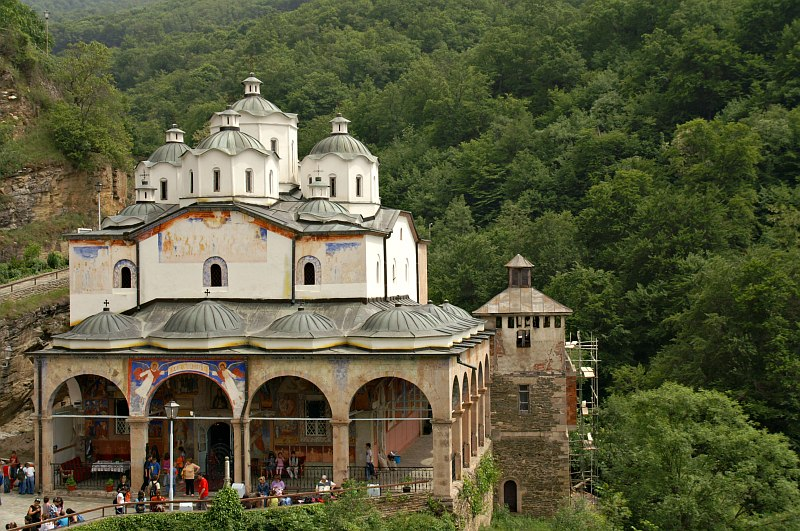
Monastère d'Osogovo
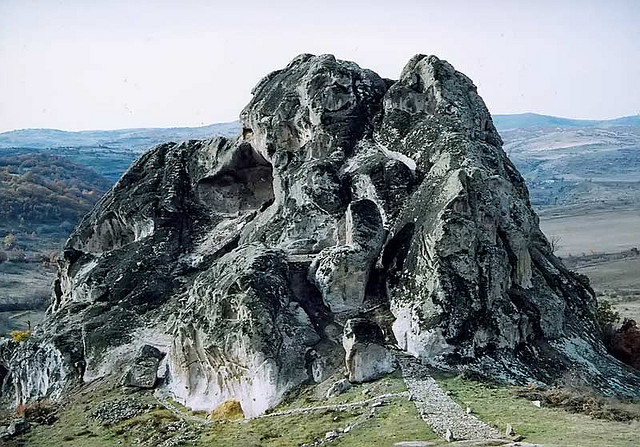
Cocev Kamen
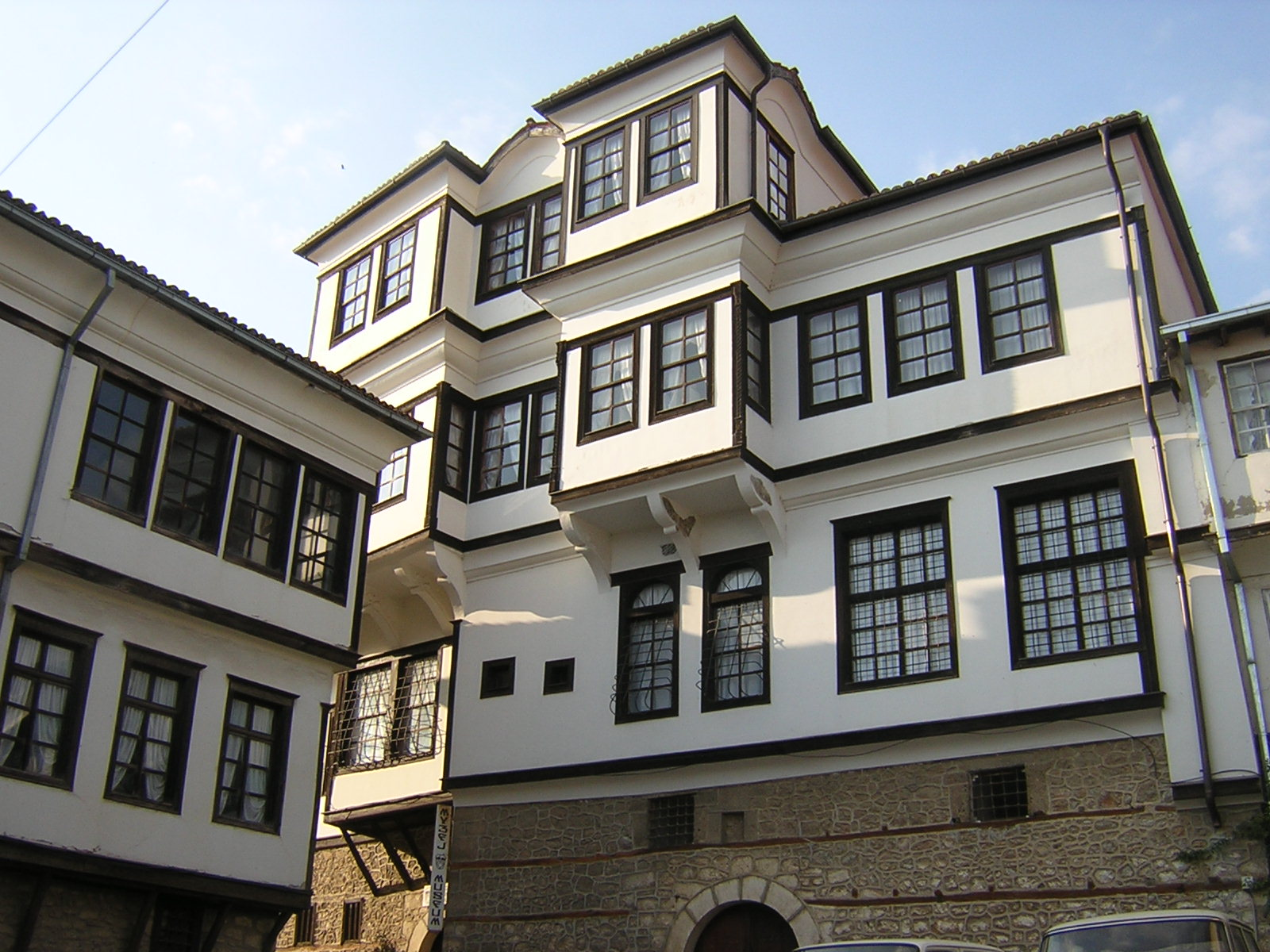
Maison des Robev, Ohrid